# Bukko
Bukko (Agathosma) – rodzaj roślin z rodziny rutowatych (Rutaceae). Obejmuje ok. 140 gatunków. Występują one w południowej Afryce, z największym zróżnicowaniem w południowo-zachodniej części Kraju Przylądkowego. Są to krzewy, często niewielkie i z powodu drobnych liści podobne do wrzosu. Zawierają olejki eteryczne i niektóre gatunki uprawiane są w celu pozyskania tzw. olejku bukko o działaniu moczopędnym. Do częściej uprawianych należy bukko brzozowe (A. betulina) dostarczające nie tylko olejków o działaniu diuretycznym, ale także dodatku spożywczego o aromacie i smaku czarnej porzeczki. Roślina stosowana jest także przy leczeniu stanów zapalnych stawów.

## Systematyka
Pozycja systematyczna według APweb (aktualizowany system APG IV z 2016)
Jeden z rodzajów roślin z rodziny rutowatych (Rutaceae) z rzędu mydleńcowców (Sapindales). W obrębie rodziny reprezentuje podrodzinę Toddalioideae i plemię Diosmeae. 
Wykaz gatunków
- Agathosma abrupta Pillans
- Agathosma acocksii Pillans
- Agathosma acutissima Dümmer
- Agathosma adenandriflora Schltr.

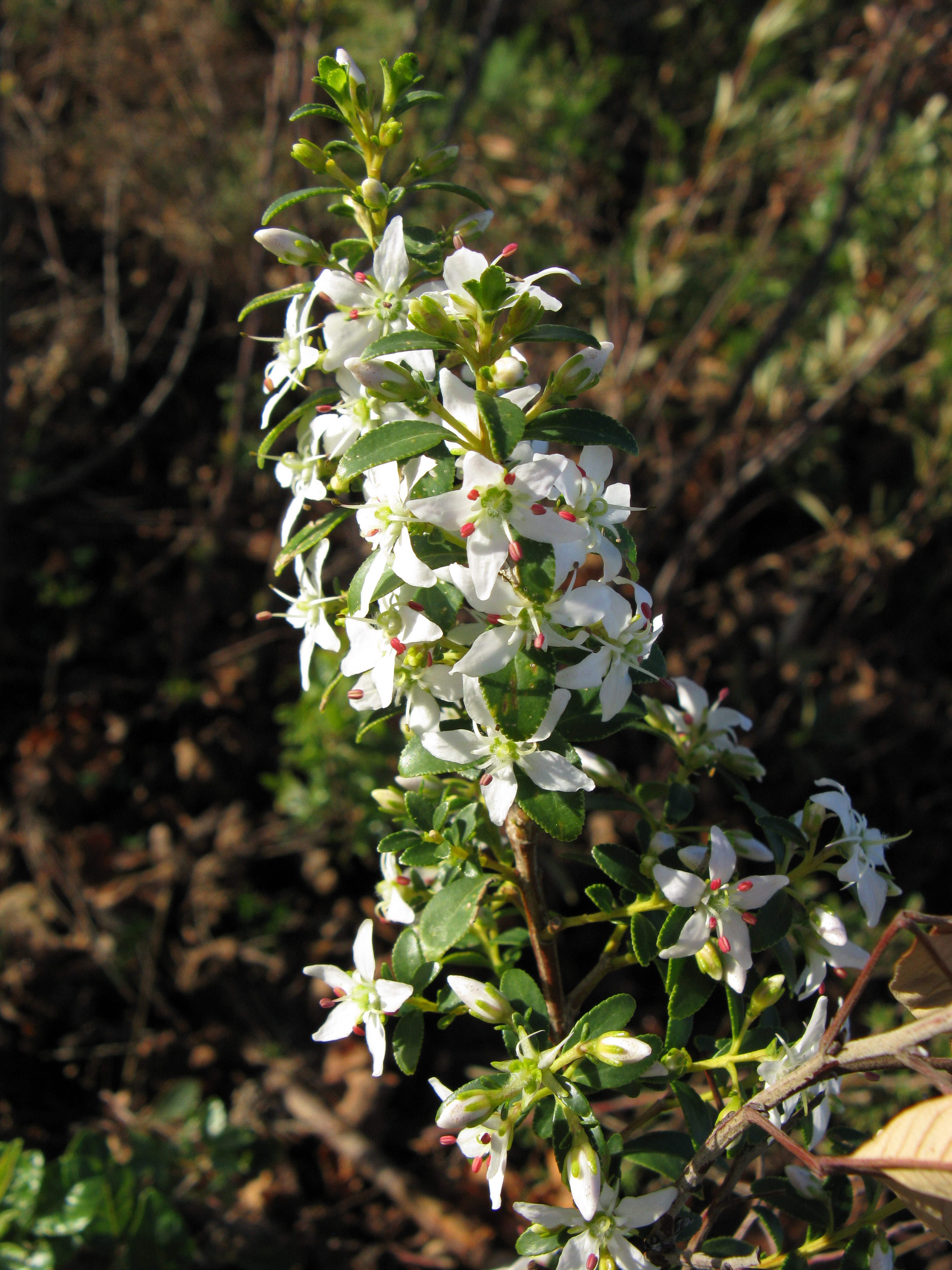
Agathosma crenulata

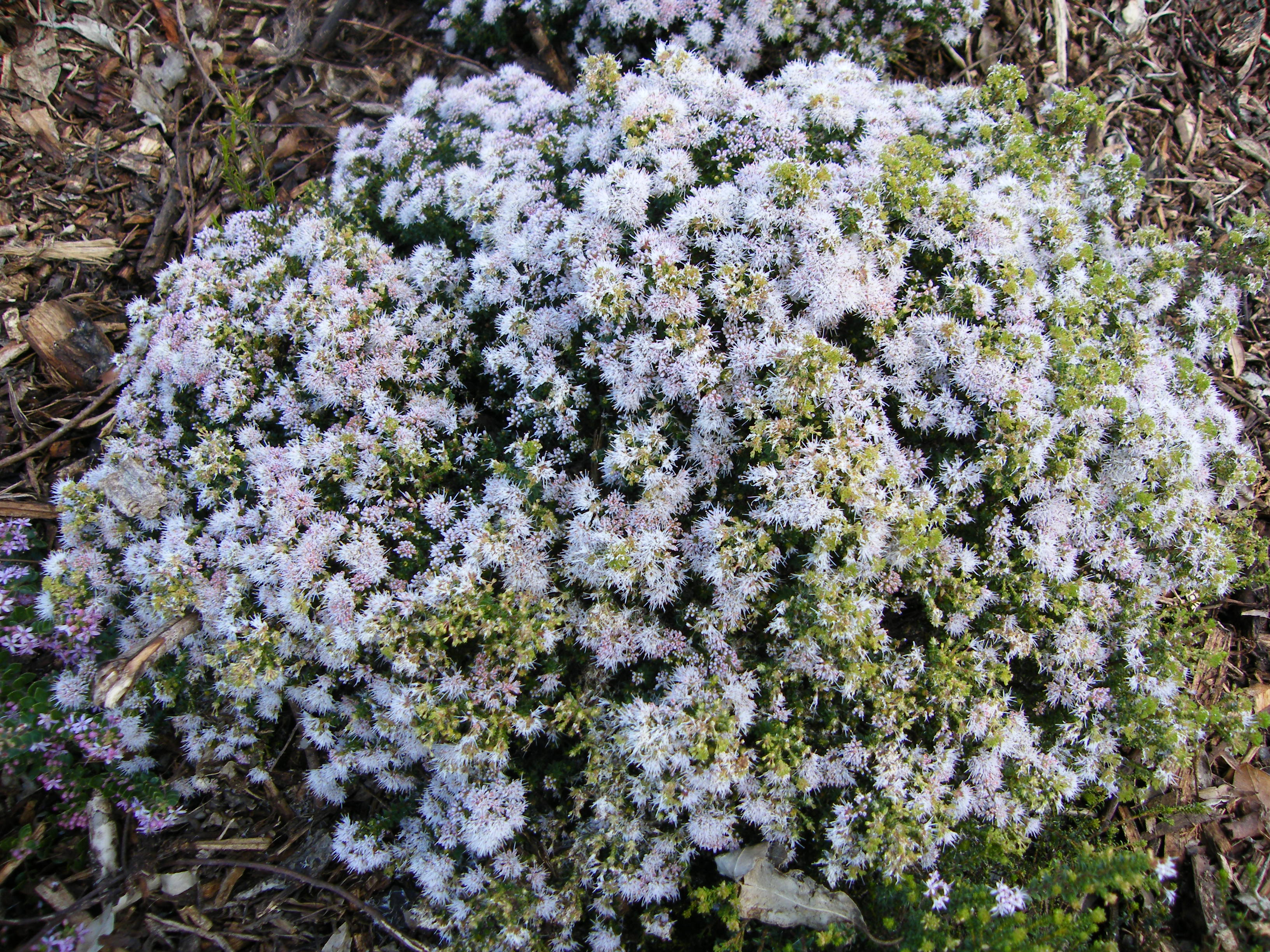
Agathosma serpyllacea

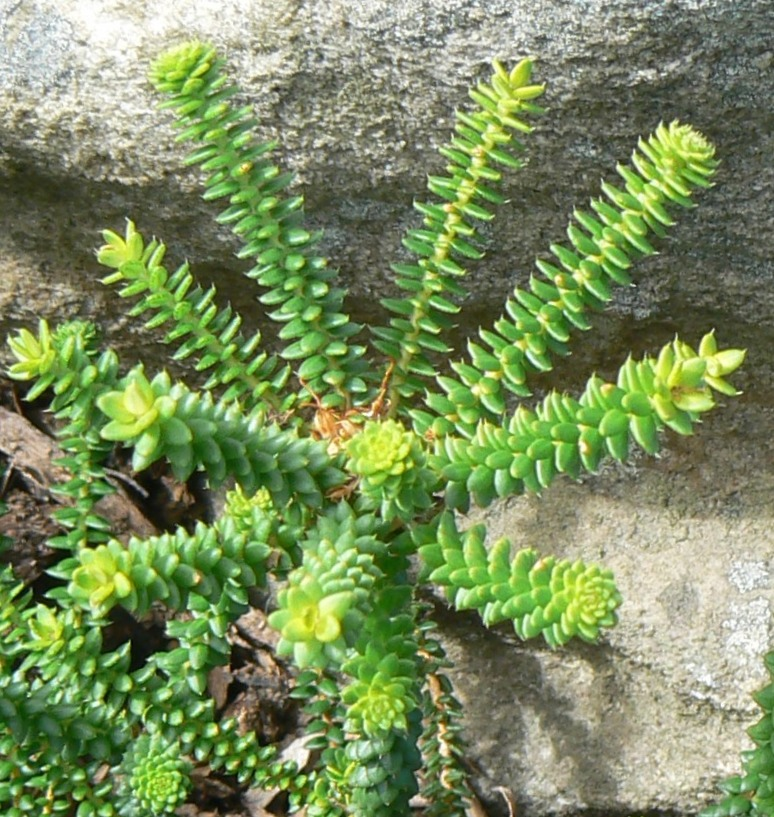
Agathosma gonaquensis

- Agathosma adenocaulis Eckl. & Zeyh.
- Agathosma adnata Pillans
- Agathosma aemula Schltr.
- Agathosma affinis Sond.
- Agathosma alaris Cham.
- Agathosma alligans I.Williams
- Agathosma alpina Schltr.
- Agathosma alticola Schltr. ex Dümmer
- Agathosma anomala E.Mey. ex Sond.
- Agathosma apiculata G.Mey. ex Bartl. & H.L.Wendl.
- Agathosma asperifolia Eckl. & Zeyh.
- Agathosma barnesiae Compton
- Agathosma bathii (Dümmer) Pillans
- Agathosma betulina (P.J.Bergius) Pillans
- Agathosma bicolor Dümmer
- Agathosma bicornuta R.A.Dyer
- Agathosma bifida Bartl. & H.L.Wendl.
- Agathosma bisulca Bartl. & H.L.Wendl.
- Agathosma blaerioides Cham.
- Agathosma bodkinii Dümmer
- Agathosma capensis (L.) Dümmer
- Agathosma capitata Sond.
- Agathosma cedrimontana Dümmer
- Agathosma cephalodes E.Mey. ex Sond.
- Agathosma cerefolia (Vent.) Bartl. & H.L.Wendl.
- Agathosma ciliaris (L.) Druce
- Agathosma ciliata (L.) Link
- Agathosma clavisepala R.A.Dyer
- Agathosma collina Eckl. & Zeyh.
- Agathosma concava Pillans
- Agathosma conferta Pillans
- Agathosma cordifolia Pillans
- Agathosma corymbosa (Montin) G.Don
- Agathosma craspedota E.Mey. ex Sond.
- Agathosma crassifolia Sond.
- Agathosma crenulata (L.) Pillans
- Agathosma decurrens Pillans
- Agathosma dentata Pillans
- Agathosma dielsiana Schltr. ex Dümmer
- Agathosma distans Pillans
- Agathosma divaricata Pillans
- Agathosma dregeana Sond.
- Agathosma elata Sond.
- Agathosma elegans Cham.
- Agathosma eriantha (Steud.) Steud.
- Agathosma esterhuyseniae Pillans
- Agathosma florida Sond.
- Agathosma florulenta Sond.
- Agathosma foetidissima (Bartl. & H.L.Wendl.) Pirotta & Chiov.
- Agathosma foleyana Dümmer
- Agathosma fraudulenta Sond.
- Agathosma geniculata Pillans
- Agathosma giftbergensis E.Phillips
- Agathosma glabrata Bartl. & H.L.Wendl.
- Agathosma glandulosa (Thunb.) Sond.
- Agathosma gnidiiflora Dümmer
- Agathosma gonaquensis Eckl. & Zeyh.
- Agathosma hirsuta Pillans
- Agathosma hispida (Thunb.) F.Dietr.
- Agathosma hookeri Sond.
- Agathosma humilis Sond.
- Agathosma imbricata (L.) Willd.
- Agathosma insignis (Compton) Pillans
- Agathosma involucrata Eckl. & Zeyh.
- Agathosma joubertiana Schltdl.
- Agathosma juniperifolia Bartl.
- Agathosma kougaensis Pillans
- Agathosma krakadouwensis Dümmer
- Agathosma lanceolata (L.) Engl.
- Agathosma lancifolia Eckl. & Zeyh.
- Agathosma latipetala Sond.
- Agathosma leptospermoides Sond.
- Agathosma linifolia (Licht. ex Schult.) Bartl. & H.L.Wendl.
- Agathosma longicornu Pillans
- Agathosma marifolia Eckl. & Zeyh.
- Agathosma marlothii Dümmer
- Agathosma martiana Sond.
- Agathosma microcalyx Dümmer
- Agathosma microcarpa (Sond.) Pillans
- Agathosma minuta Schltdl.
- Agathosma mirabilis Pillans
- Agathosma mucronulata Sond.
- Agathosma muirii E.Phillips
- Agathosma mundii Schltdl. & Cham.
- Agathosma namaquensis Pillans
- Agathosma odoratissima (Montin) Pillans
- Agathosma orbicularis (Thunb.) Bartl. & H.L.Wendl.
- Agathosma ovalifolia Pillans
- Agathosma ovata (Thunb.) F.Dietr.
- Agathosma pallens Pillans
- Agathosma pattisonae Dümmer
- Agathosma peglerae Dümmer
- Agathosma pentachotoma E.Mey. ex Sond.
- Agathosma phillipsii Dümmer
- Agathosma pilifera Schltdl.
- Agathosma planifolia Sond.
- Agathosma propinqua Sond.
- Agathosma puberula (Steud.) Fourc.
- Agathosma pubigera Sond.
- Agathosma pulchella (L.) Link
- Agathosma pungens (E.Mey. ex Sond.) Pillans
- Agathosma purpurea Pillans
- Agathosma recurvifolia Sond.
- Agathosma rehmanniana Dümmer
- Agathosma riversdalensis Dümmer
- Agathosma robusta Eckl. & Zeyh.
- Agathosma roodebergensis Compton
- Agathosma rosmarinifolia (Bartl.) I.Williams
- Agathosma rubricaulis Dümmer
- Agathosma rudolphii I.Williams
- Agathosma sabulosa Sond.
- Agathosma salina Eckl. & Zeyh.
- Agathosma scaberula Dümmer
- Agathosma sedifolia Schltdl.
- Agathosma serpyllacea (Schult.) Licht. ex Bartl. & H.L.Wendl.
- Agathosma serratifolia (Curtis) Spreeth
- Agathosma sladeniana Glover
- Agathosma spinescens Dümmer
- Agathosma spinosa Sond.
- Agathosma squamosa (Willd. ex Schult.) Bartl. & H.L.Wendl.
- Agathosma stenopetala (Steud.) Steud.
- Agathosma stenosepala Pillans
- Agathosma stilbeoides Dümmer
- Agathosma stipitata Pillans
- Agathosma stokoei Pillans
- Agathosma subteretifolia Pillans
- Agathosma tabularis Sond.
- Agathosma thymifolia Schltdl.
- Agathosma trichocarpa Holmes
- Agathosma tulbaghensis Dümmer
- Agathosma umbonata Pillans
- Agathosma unicarpellata (Fourc.) Pillans
- Agathosma venusta (Eckl. & Zeyh.) Pillans
- Agathosma virgata (Lam.) Bartl. & H.L.Wendl.
- Agathosma zwartbergensis Pillans